# Lomas de Zamora (Buenos Aires)
Lomas de Zamora is een plaats in het Argentijnse bestuurlijke gebied Lomas de Zamora in de provincie Buenos Aires. De plaats telt 111.897 inwoners.

## Religie
In 1957 werd de stad zetel van het rooms-katholieke bisdom Lomas de Zamora.

## Geboren
- Antonio Sastre (1911-1987), voetballer
- Eduardo Duhalde (1941), president van Argentinië (2002-2003)
- Patricio Loustau (1975), voetbalscheidsrechter
- Sebastián Blanco (1988), voetballer
- Mauro dos Santos (1989), voetballer
- Agustín Urzi (2000), voetballer